# Čtyřrozměrná platónská tělesa
Čtyřrozměrná platónská tělesa jsou čtyřrozměrné analogie trojrozměrných platónských těles, tj. pravidelných konvexních mnohostěnů, které poprvé popsal švýcarský matematik Ludwig Schläfli v polovině 19. století. Zjistil, že jich existuje právě šest: 5nadstěn, teserakt (8nadstěn), 16nadstěn, 24nadstěn, 120nadstěn a 600nadstěn. Pět z nich je možno chápat jako vícedimenzionální analogii konkrétních pěti platónských těles v trojrozměrném prostoru (5nadstěn, teserakt, 16nadstěn, 120nadstěn a 600nadstěn). Navíc ve čtyřrozměrném prostoru existuje ještě šesté těleso (24nadstěn), které nemá mezi trojrozměrnými platónskými tělesy ekvivalent.

## Tabulka
| Název                           | Obrázek | Počet stěn | Počet hran | Počet vrcholů | Typ nadstěny | Typ stěny   | Počet hran u vrcholu | Počet stěn u vrcholu | Počet nadstěn u vrcholu | 2D povrch                                            | 3D povrch                                             | 4D objem                                                                         |
| ------------------------------- | ------- | ---------- | ---------- | ------------- | ------------ | ----------- | -------------------- | -------------------- | ----------------------- | ---------------------------------------------------- | ----------------------------------------------------- | -------------------------------------------------------------------------------- |
| Pentachoron(5nadstěn)           |         | 10         | 10         | 5             | Čtyřstěn     | Trojúhelník | 4                    | 6                    |                         | {\displaystyle {\frac {5{\sqrt {3}}}{2}}\;\ a^{2}\,} | {\displaystyle {\frac {5{\sqrt {2}}}{12}}\;\ a^{3}\,} | {\displaystyle {\frac {\sqrt {5}}{96}}\;a^{4}\,}                                 |
| Teserakt(8nadstěn)              |         | 24         | 32         | 16            | Krychle      | Čtverec     | 4                    | 6                    |                         | {\displaystyle 24\ a^{2}\,}                          | {\displaystyle 8\ a^{3}\,}                            | {\displaystyle a^{4}\,}                                                          |
| Ortoplex(16nadstěn)             |         | 32         | 24         | 8             | Čtyřstěn     | Trojúhelník |                      |                      |                         | {\displaystyle 8{\sqrt {3}}\ a^{2}}                  | {\displaystyle {\frac {4{\sqrt {2}}}{3}}\ a^{3}}      | {\displaystyle {\frac {a^{4}}{6}}}                                               |
| Ikositetrachoron (24nadstěn)    |         | 96         | 96         | 24            | Osmistěn     | Trojúhelník | 6                    |                      |                         | {\displaystyle 24{\sqrt {3}}\ a^{2}}                 | {\displaystyle 8{\sqrt {2}}\ a^{3}}                   | {\displaystyle 2\ a^{4}}                                                         |
| Hekatonikosachoron (120nadstěn) |         | 720        | 1200       | 600           | Dvanáctistěn | Pětiúhelník |                      |                      | 4                       | {\displaystyle 180{\sqrt {25+10{\sqrt {5}}}}\;a^{2}} | {\displaystyle 30(15+7{\sqrt {5}})a^{3}}              | {\displaystyle {\sqrt {{\frac {1125}{8}}\left(2207+987{\sqrt {5}}\right)}}a^{4}} |
| Hexakosichoron (600nadstěn)     |         | 1200       | 720        | 120           | Čtyřstěn     | Trojúhelník | 10                   |                      | 20                      | {\displaystyle 300{\sqrt {3}}\ a^{2}}                | {\displaystyle 50{\sqrt {2}}\ a^{3}}                  | {\displaystyle {\frac {25}{4}}\left(2+{\sqrt {5}}\right)a^{4}}                   |

## Dualismus
Podobně jako ve 3D i 4D platónská tělesa jsou duální:
- 5nadstěn je duální sám se sebou,
- teserakt a 16nadstěn jsou navzájem duální,
- 24nadstěn je duální sám se sebou,
- 120nadstěn a 600nadstěn jsou navzájem duální.